# データ定義言語
データ定義言語（データていぎげんご、英: Data Definition Language, DDL）は、コンピュータ利用者あるいはアプリケーションソフトウェアが、コンピュータのデータを定義するコンピュータ言語もしくはコンピュータ言語要素である。Document Type Definition (DTD) は、純粋なデータ定義言語の例である（DTDはXMLの文脈において使われる）。データ定義言語の別の例としては、データベース言語SQLの命令群の部分集合が挙げられる。
SQLのデータ定義言語の文は関係データベースの構造を定義する。SQLにより定義される関係データベースの構造は、組（行） 、属性（列） 、関係（表、テーブル） 、索引（インデクス） 、ファイル位置などデータベース固有の特性を含む。SQLのデータ定義言語の文の集合は関係データベース管理システム (RDBMS) の一部であり、SQLの方言により多くの相違点がある。
SQLのデータ定義言語の主な命令は次のとおりである。
- CREATE - 新しいデータベース、関係（テーブル） 、ビュー、索引、ストアドプロシージャを作成する。
- DROP - 既に存在するデータベース、関係（テーブル）、ビュー、索引、ストアドプロシージャを削除する。
- ALTER - 既に存在するデータベースオブジェクトに対する変更。
- TRUNCATE - 関係（テーブル）からのデータの不可逆的な削除。